# غزو تدمر لمصر
حدث غزو تدمر لمصر في الصيف، أو ربما في أكتوبر، عام 270 م حين غزت قوات الملكة زنوبيا من تدمر، بقيادة الجنرال زابداس وبمساعدة جنرال مصري يدعى تيماغينس، مصر وضمتها لاحقًا، والتي كانت تحت سيطرة الإمبراطورية الرومانية في ذلك الوقت.
يفسر غزو مصر أحيانًا برغبة زنوبيا في تأمين طريق تجاري بديل إلى الفرات، والذي تم قطعه بسبب الحرب مع الإمبراطورية الساسانية، ومع تعطل طريق الفرات جزئيًا فقط، وطموح زنوبيا الشخصي والسياسي، فإن الدافع لإقامة هيمنة تدمر على الشرق لعب بالتأكيد دورًا في قرارها بغزو مصر.
تزامن الغزو مع، أو ربما تسبب، في اضطرابات خطيرة في مصر، حيث انشق شعبها بين دعم وتحدي جيش تدمر القريب. ما زاد الأمر سوءً بالنسبة للرومان هو أن حاكم مصر، تيناغينو بروبس، كان في ذلك الوقت منشغلًا بحملات بحرية ضد القراصنة.
دخلت قوات تدمر الإسكندرية، وتركت فيها حامية من 5000، وبعد فترة وجيزة، تم تنبيه بروبس من الوضع في مصر وعاد بسرعة إلى هناك. لقد استعاد الإسكندرية، لكن نجاحه لم يدم طويلًا عندما استعاد جيش تدمر السيطرة على المدينة. تراجع بروبس إلى قلعة بابل. مع أن تيماجينس، وهو مواطن مصري لديه معرفة بالأرض، نصب كمينًا للجزء الروماني واستولى على القلعة. لقد انتهى بروبس بالانتحار، وعززت تدمر هيمنتها على مصر.

## الخلفية
في عام 269، بينما كان كلاوديوس الثاني، خليفة الإمبراطور جاليانوس، منشغلًا بالدفاع عن حدود الإمبراطورية ضد الغزوات الجرمانية، انتهزت زنوبيا الفرصة لتوطيد سلطتها على الشرق. لقد وقع المسؤولون الرومان في الشرق بين للولاء للإمبراطور ومطالب زنوبيا المتزايدة بالولاء.
إن السبب وراء لجوء الملكة إلى استخدام القوة العسكرية لتعزيز سلطتها في الشرق غير واضح؛ ولكن تم الاستشهاد برفض المسؤولين الرومانيين الاعتراف بسلطة تدمر كسبب، لذلك كانت حملات زنوبيا تهدف إلى الحفاظ على الهيمنة. ربما كان هناك عامل آخر يتمثل في ضعف السلطة المركزية الرومانية وعدم قدرتها على حماية المقاطعات، مما أضر بتجارة تدمر وربما أقنع زنوبيا بأن الطريقة الوحيدة للحفاظ على الاستقرار والازدهار في الشرق الروماني هي سيطرة تدمر المباشرة على المنطقة. أيضا، تلقت بصرى ومصر التجارة التي قد مرت على خلاف ذلك من خلال تدمر، في حين أن مملكة تنوخ قرب بصرى وتجار الإسكندرية على الأرجح حاولوا التخلص من الهيمنة التدمرية، والتي تسببت في عمليات عسكرية من الملكة.
لقد أخضعت زنوبيا في هذه المرحلة بالفعل سوريا، ويهودا والعربية البترائية في وقت مبكر من 270، ونهبت عاصمة هذه الأخيرة وتمكنت من تهدئة قبائل التنوخيين في حوران الذين تحدوا سلطتها، وهو ما أوضح أن مصر كانت على وشك أن الهدف القادم للملكة.

## الغزو

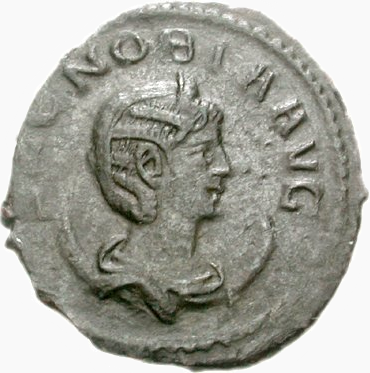
الملكة زنوبيا ملكة تدمر

التاريخ الدقيق للغزو محل خلاف؛ لقد وضعه زوسيموس في صيف 270 بعد معركة نايسوس وقبل وفاة الإمبراطور كلوديوس. رفض المؤرخون الآخرون مثل واتسون رواية زوسيموس، واضعين الغزو في أكتوبر 270. بالنسبة لواتسون، كان غزو مصر خطوة انتهازية من قبل الملكة إثر خبر وفاة كلوديوس في أغسطس.
تزامن وصول قوات تدمر العسكرية على الحدود الشرقية لمصر مع الاضطرابات في مصر، بل وربما تسببت في حدوثها، حيث كان المجتمع منقسمًا بين مؤيدين ومعارضين.

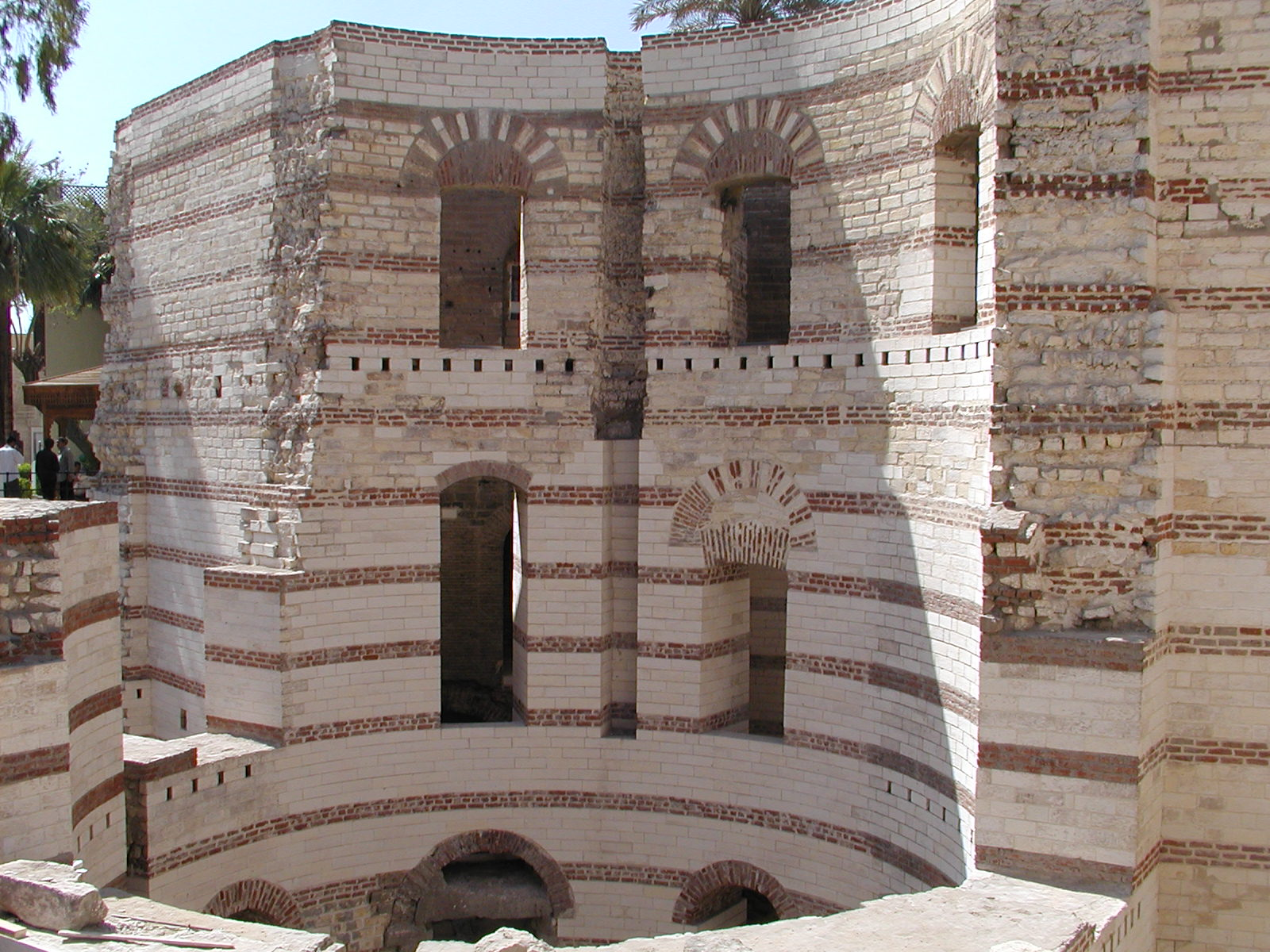
قلعة بابل، حيث تراجع بروبس

بصرف النظر عن الدعم المصري المحلي، فإن ما زاد الطين بلةً بالنسبة للرومان هو غياب محافظ مصر، تيناغينو بروبس، الذي كان مشغولًا بالبعثات البحرية ضد القراصنة، الذين كانوا على الأرجح من القوط الذين داهموا سواحل بلاد الشام في ذلك الوقت. يذكر زوسيموس أن التدمريين تلقوا مساعدة من جنرال مصري يدعى تيماغينيس خلال الغزو، ويذكر أن زابداس انتقل إلى مصر مع 70 ألف جندي، وهزم جيشًا قوامه 50 ألف روماني. وبعد انتصارهم، سحب التدمريين قوتهم الرئيسية وتركوا حامية تضم 5000 جندي.
بحلول أوائل نوفمبر، تم تنبيه تيناغينو بروبس بالأحداث حيث عاد بسرعة ليجمع الجيش ويطرد التدمريين ويستعيد الإسكندرية قبل أن يرجع زابداس فورًا إلى مصر. سرعان ما استعاد زابداس الإسكندرية، حيث بدا أن زنوبيا والتدمريين كان لديهم دعم محلي، وهرب بروبوس جنوبًا. كانت المعركة الأخيرة في قلعة بابل، حيث لجأ تيناغينو بروبس. ومع أن الرومان كان لهم اليد العليا؛ فقد نصب تيماغينس، بمعرفته بالأرض، كمينًا للجزء الروماني الخلفي، واستولى على القلعة. انتهى تيناغينو بروبس بالانتحار.
جاء في تاريخ أوغسطين أن البليميين كانوا من بين حلفاء زنوبيا، ويستشهد غاري ك. يونغ بهجوم البليميين واحتلالهم قفط في 268 كدليل على تحالف بين تدمر والبليميين.

## العواقب
وبعد ذلك، ضَمَّ التدمريون مصر، وشددوا قبضتهم عليها، معلنين زنوبيا ملكة مصر.

### رد الفعل الروماني
إن موقف الإمبراطورية الرومانية تجاه سلطة تدمر في مصر والشرق عمومًا هو موضع نقاش، يمكن استنتاج قبول أوريليان لحكم تدمر في مصر من برديات أوكسيرينخوس، التي يرجع تاريخها إلى سنوات حكم الإمبراطور وهب اللات. مع أنه من غير المرجح أن يقبل أوريليان مثل تقاسم السلطة هذا، فقد بدا أنه لم يكن قادرًا على التصرف بسبب الأزمات في الغرب. قيل أن تغاضيه الواضح عن تصرفات زنوبيا قد يكون حيلة لمنح الملكة شعورًا زائفًا بالأمان ليكسب الوقت للتحضير للحرب. 
على أي حال، يبدو أن التسامح الواضح لأوريليان كان لتأمين وضمان استمرار توريد الحبوب المصرية إلى روما؛  لم يتم تسجيل انقطاع الإمداد بعد الغزو، حيث ظلت الحبوب تصل روما في العام 270 كالمعتاد.

### غزو آسيا الصغرى
وقد أعقب هذا الغزو غزو آسيا الصغرى بقيادة زابداس وزاباي. لقد نجح الغزو، مما مثل أكبر قدر من هيمنة تدمر على منطقة شرق البحر الأبيض المتوسط بمجرد وصولها إلى أنقرة. لقد مهد الغزو الطريق لمطالبات زنوبيا الإمبراطورية وانفصالها اللاحق واستقلال مملكة تدمر قصيرة العمر.

### الاستعادة من قبل روما
في مايو 272، وصلت إلى مصر حملة أوريليان الاستكشافية ضد التدمريين، وبحلول أوائل يونيو، استعاد الرومان الإسكندرية، وتبعها بقية مصر في الأسبوع الثالث من يونيو. يبدو أن زنوبيا قد سحبت الجزء الأكبر من جيش تدمر من مصر للتركيز على سوريا، والتي عنت خسارتها لو حدثت، نهاية تدمر كقوة مهمة في المنطقة.